# Guerra de sucesión bávara
La guerra de sucesión de Baviera o guerra de sucesión bávara (1778-1779) fue un conflicto entre Austria y Prusia debido a las opuestas pretensiones con respecto a varias partes del Electorado de Baviera tras la muerte sin hijos de Maximiliano José, elector de Baviera (1727-1777).

## Generalidades

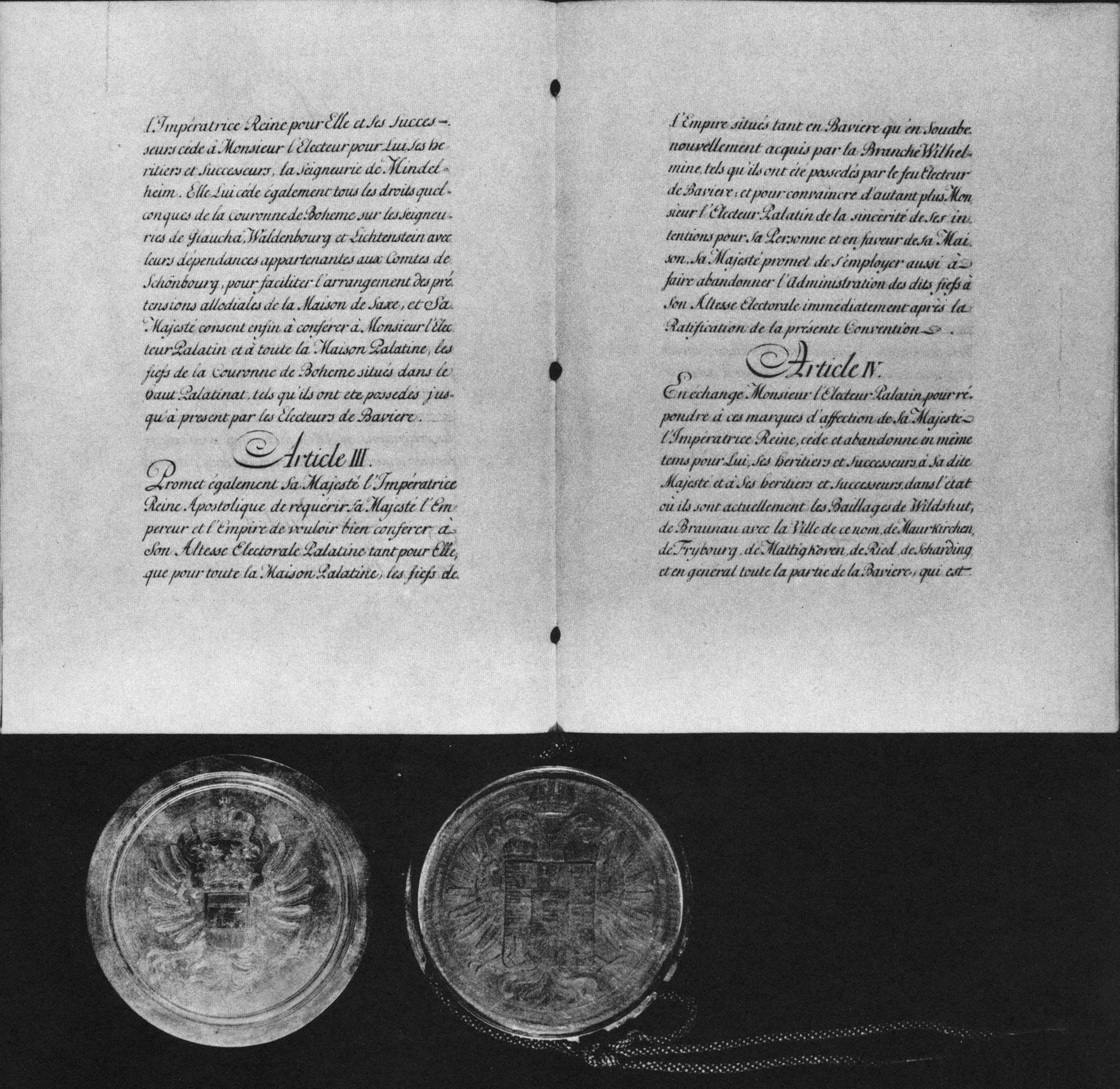
Tratado

El heredero designado por Maximiliano José era Carlos Teodoro, elector palatino y primero de la rama más antigua de la Casa de Wittelsbach. Austria, que por entonces estaba gobernada conjuntamente por María Teresa y su hijo, el emperador José II, pretendía desde hacía tiempo la Baja Baviera y parte del Alto Palatinado, que constituían juntos casi una tercera parte del electorado. Carlos Teodoro quería que sus descendientes ilegítimos fuesen aceptados como príncipes del Sacro Imperio Romano Germánico. Para convencer a José II, reconoció las pretensiones territoriales de Austria. En 1778, tropas austriacas ocuparon los territorios.
Federico II de Prusia, sin embargo, no aceptaba ninguna maniobra que pudiera reforzar el poder y la influencia de Austria en el sur de Alemania, sobre todo desde que temía que una Austria fuerte pudiera interferir en su intención de unir Prusia con los margraviatos de Ansbach y Bayreuth. Por ello, convenció al duque Carlos II Augusto de Zweibrücken-Birkenfeld, siguiente en la línea de sucesión bávara, y al elector de Sajonia Federico Augusto III (más tarde rey de Sajonia con el nombre de Federico Augusto I), que reclamaba otra parte de Baviera, para protestar contra el reparto planeado por Carlos Teodoro.
A pesar de estas protestas, Austria se negó a retirarse de Baviera, y en julio de 1778, Federico II el Grande y Enrique, príncipe de Sajonia, invadieron el reino Habsburgo de Bohemia; las fuerzas austriacas a las órdenes de José II mantuvieron sus posiciones a lo largo de la frontera entre Silesia y Austria. El enfrentamiento comenzó con breves escaramuzas, ya que ninguna de las partes quería arriesgarse a un conflicto abierto. Los intentos por evitar la guerra se hicieron a través de la correspondencia personal entre Federico y María Teresa y la mediación de Rusia y Francia.
Debido a la actitud hostil de Rusia frente a Austria durante las negociaciones, este último país llevó a cabo la mayor parte de las concesiones en el Tratado de Teschen (1779), que puso fin a la guerra. El Tratado establecía que Austria debía devolver a Baviera todo el territorio que había adquirido en el último año, salvo un pequeño distrito en la parte oriental del río Eno; también Austria debía acceder a la futura unión de Prusia con Ansbach y Bayreuth; y por último, el elector de Sajonia recibiría una indemnización en dinero a cambio de los territorios bávaros que reclamaba.
Como las fuerzas en lucha se habían concentrado en tratar de cortar los suministros de sus respectivos adversarios, el conflicto fue apodado Kartoffelkrieg (guerra de la patata).